# Kreis Vevey
| Kreis Vevey           | Kreis Vevey         |
| Basisdaten            | Basisdaten          |
| --------------------- | ------------------- |
| Staat:                | Schweiz             |
| Kanton:               | Waadt (VD)          |
| Bezirk:               | Vevey               |
| Hauptort:             | Vevey               |
| Fläche:               | 2,40 km²            |
| Einwohner:            | 20'139 (31.12.2023) |
| Bevölkerungsdichte:   | 8391 Einw. pro km²  |
| Aufgehoben am:        | 31. Dezember 2006   |
| Karte                 |                     |
| Karte von Kreis Vevey |                     |

Der Kreis Vevey (französisch Cercle de Vevey) war bis zum 31. August 2006 eine Verwaltungseinheit des Bezirks Vevey im Kanton Waadt in der Schweiz. Sitz des Kreisamtes war Vevey.
Der Kreis war identisch mit der Gemeinde Vevey und war 2,40 km² gross. Die Gemeinde des ehemaligen Kreises zählte Ende 2023 20'139 Einwohner.